# Teixobaktin
A teixobaktin bizonyos baktériumok peptidszerű másodlagos anyagcsereterméke, ami egyes Gram-pozitív baktériumok elpusztítására is képes. Ártó hatását a lipid II és a lipid III molekulákhoz való kapcsolódással fejti ki, amely molekulák a sejtfal fontos alkotóelemeinek prekurzorai. Úgy tűnik, hogy a teixobaktin új antibiotikum-osztályhoz sorolható a szerkezeti sajátosságai miatt. Szerves vegyület, molekulája 11 aminosavból álló makrociklusos depszipeptid.
A teixobaktint baktériumok kultúrájából fedezték fel új módszerrel, ami révén a kutatók egy korábban nem szaporítható baktériumot tenyésztettek, név szerint az Eleftheria terrae-t, mely az antibiotikumot előállítja. A teixobaktinról kimutatták, hogy elöli a Staphylococcus aureust és a Mycobacterium tuberculosist.

## Történet
2015 januárjában egy német-amerikai kutatócsoport két gyógyszeripari vállalattal közösen bejelentette, hogy új antibiotikumot találtak, ami „észlelhető ellenállás nélkül” öli a baktériumokat. A teixobaktint egy maine-i füves területről vett talajmintában fedezték fel izolációs chip (iChip) segítségével olyan baktériumok megfigyelése közben, amelyeket korábban még nem sikerült szaporítani.
A műanyag kockában lévő, több független iChipből álló kultúra celláiba talajt helyeztek, amit úgy hígítottak, hogy mindenhová nagyjából egy baktérium jusson; majd a cellákat féligáteresztő hártyákkal zárták le. Az iChipet ezután az eredeti talajt tartalmazó dobozba helyezték. A talajból a kultúra sejtjeibe diffundáló tápanyagok és a növekedési faktorok segítik a baktériumok növekedését, kolóniaalkotását, amik aztán in vitro önfenntartók lesznek. Ez az elrendezés olyan elkülönített részek kialakulását teszi lehetővé, amelyekben kizárólag egy baktériumfaj alkot kolóniát.
A Staphylococcus aureus elleni antibiotikus aktivitás tesztjei egy korábban ismeretlen baktériumra, az Eleftheria terrae-re irányították a figyelmet. A baktérium által termelt antibiotikumot a kutatók teixobaktinnak nevezték el. A vegyület sztereokémiai abszolút konfigurációját különböző módszerek és eljárások segítségével sikerült meghatározni, úgy mint kémiai degradáció Marfey-analízissel, részleges degradáció, a degradációból származó molekularészek szintézise, illetve egy szokatlan, fehérjékben elő nem forduló aminosav mind a négy diasztereomerének előállítása.
A teixobaktin évtizedek óta az első merőben új, baktériumokból származó antibiotikum, amelyet felfedeztek. Új antibiotikum-osztályt képvisel, ami reményt adhat a további antibiotikumok felfedezéséhez az új kimutatási technikákkal.

## Bioszintézis
A teixobaktin 11 aminosavból álló makrociklusos depszipeptid, amiről felfedezői feltételezik, hogy az E. terrae termeli a Txo1 nem riboszomális peptidszintetázok által, amiket a txo1 és txo2 gének kódolnak. A peptid néhány különös jellemzője közé tartozik a négy 
d-aminosav, a metilált fenilalanin és az enduracididin nevű, nem fehérjealkotó α-aminosav megléte. A teixobaktin aminosav-szekvenciája MeHN–
d-Phe–Ile–Ser–
d-Gln–
d-Ile–Ile–Ser–
d-Thr*–Ala–enduracididin–Ile–COO–*. A karboxilvég laktont alkot a l-treoninmaradékkal (csillaggal jelölve), ami gyakori a mikrobiális, nem riboszomális peptidekben. Ezt a laktonformáló gyűrűzáródási reakciót katalizálja a Txo2 két láncvégi szénatomján lévő tioészteráza, amik laktont formálnak. A Txo1 és a Txo2 együtt 11 doménből állnak, és mindegyikről azt gondolják, hogy egy aminosavat adnak hozzá a növekvő peptidlánchoz. Az első doménnek metiltranszferáz része van, ami metilezi a fenilalanin láncvégi nitrogénjét.

## Antibakteriális aktivitás

### Működési mechanizmus
A teixobaktinnak sejtfalszintézist gátló hatása van. Elsősorban a lipid II-höz, a peptidoglikán prekurzorához kötődve hat. A sejtfalszintézis gátlása mellett a teixobaktin azon képessége, hogy nagy szupramolekuláris szálakat tud alkotni a lipid II-n, a baktérium sejthártyájának egységét sérti, ami hozzájárul a baktériumölő hatáshoz. A 
d- és l-aminosavak megléte a molekulában lehetővé teszi, hogy a teixobaktin hidrofób részei a baktériumok sejthártyafelszínére kötődjenek. A teixobaktin lipid prekurzorokhoz való kötődése megakadályozza a peptidoglikán réteg kialakulását, ami a védtelen baktériumok líziséhez, pusztulásához vezet. A vankomicin is hasonlóképpen fejti ki a hatását, szintén a lipid II molekulákat megcélozva.

### Aktivitás
A teixobaktint in vitro hatékonynak találták a tesztelt Gram-pozitív baktériumok ellen, beleértve a Staphylococcus aureust és a nehezen kezelhető Enterococcusokat, ahol a Clostridioides difficile és a Bacillus anthracis különösen sérülékenynek bizonyult. A Mycobacterium tuberculosist szintén képes volt elpusztítani. Hatékonynak bizonyult in vivo is, mikor meticillin-rezisztens S. aureusszal (MRSA) és Streptococcus pneumoniae-vel fertőződött egereket kezeltek vele. Az MRSA-val szembeni 50%-os túlélési arányhoz szükséges dózis csupán az MRSA ellen gyakran használt vankomicin PD50 értékének 10%-a.
Nem hatásos a külső membránnal rendelkező baktériumok, például Gram-negatív patogének ellen. Ezek közé tartozik a karbapenem-rezisztens enterobacteriaceae is, illetve az NDM-1-gyel rendelkező baktériumok.
Kizárólag baktériumokat öl el, mert feltehetően a lipid II-vel együtt kizárólag azok membránjain keletkező toxikus szálakat termelnek.

### Rezisztencia kialakulása
Nem alakult ki rezisztens S. aureus- vagy M. tuberculosis-törzs in vitro, amikor halálosnál kisebb adagokat adtak, az előbbi faj esetén 27 napon át. Feltételezhető, hogy a teixobaktin lényegesen erősebb a megcélzott patogének mutációjával szemben a szokatlan antibiotikus mechanizmusa miatt, miszerint a kevésbé változó zsírmolekulákhoz kötődik, szemben a sokkal gyorsabban mutálódó fehérjékkel a baktériumsejtben. Azonban néhány tudós szerint túl korai lenne kijelenteni, hogy a teixobaktin-rezisztencia nem alakul ki a klinikai fázisban. Hasonló kijelentéseket tettek a vankomicinre, mégis hamar kialakult a rezisztencia az 1980-as években a nagymértékű használat kezdete után. A teixobaktin-rezisztenciát kódoló gének a talajbaktériumokban már jelen vannak. A rezisztencia kialakulhat a betegekben hosszútávú használat után, mutáció által.

## Társadalmi és kulturális hatások
A NovoBiotic Pharmaceuticals két amerikai szabadalmat jegyeztetett be a teixobaktinra (9163065. és 9402878. szabadalom). Az Északkeleti Egyetem, ahol Kim Lewis, a Nature-cikk főszerkesztője dolgozik, a teixobaktin felfedezéséhez használt módszerre jegyeztetett be szabadalmat, és a NovoBiotic számára licenceltette 2003-ban. Lewis a társaság tanácsadója.

## Kutatás
2018-ban kutatók előállították a vegyületet, és felhasználták egy egér bakteriális fertőzésének kezelésére.

## Fordítás
Ez a szócikk részben vagy egészben  a   Teixobactin című angol Wikipédia-szócikk fordításán alapul.  Az eredeti cikk szerkesztőit annak laptörténete sorolja fel. Ez a jelzés csupán a megfogalmazás eredetét és a szerzői jogokat jelzi, nem szolgál a cikkben szereplő információk forrásmegjelöléseként.